# Mercedes-Benz M143
La sigla Mercedes-Benz M143 (o Daimler-Benz M143) identifica un motore a scoppio prodotto tra il 1936 ed il 1941 dalla Casa tedesca Daimler-Benz per il suo marchio automobilistico Mercedes-Benz.

## Profilo e caratteristiche

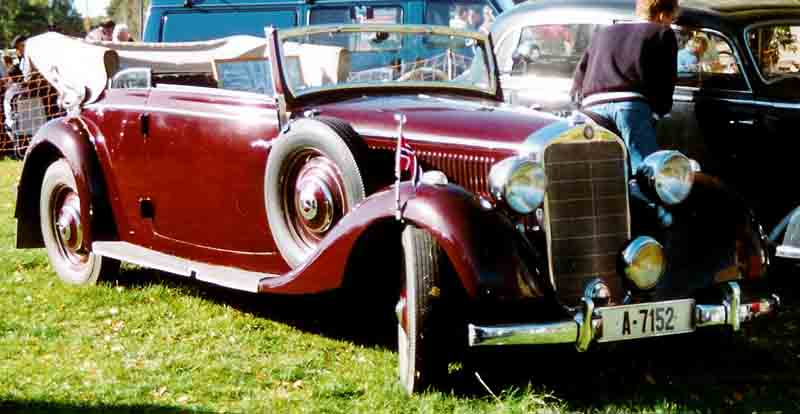
La Mercedes-Benz 230 Cabriolet W143 montava il 2.3 M143

Questo motore è nato per colmare il vuoto lasciato tra il più piccolo motore M136 da 1.7 litri ed il più grande motore M18 da 2.9 litri, che tra l'altro di lì a poco sarebbe stato sostituito da un'unità ancor più grande, il motore M142 da 3.2 litri.

Il motore M143 è un motore da 2.2 litri che ben si inserisce nella gamma della Casa tedesca durante il periodo della seconda metà degli anni trenta.

Di seguito sono riportate le caratteristiche ed applicazioni di questo motore:
- architettura a 6 cilindri in linea;
- basamento e testata in ghisa;
- monoblocco di tipo sottoquadro;
- alesaggio e corsa: 72.5x90 mm;
- cilindrata: 2229 cm³;
- distribuzione a valvole laterali;
- rapporto di compressione: 6.6:1 o 7.25:1 a seconda dei modelli;
- alimentazione con carburatore doppio corpo Solex 30JFFK;
- potenza massima: 55 CV a 3600 giri/min;
- applicazioni:
  - Mercedes-Benz 230 W21 (1936-37);
  - Mercedes-Benz 230 W143 (1937-41);
  - Mercedes-Benz 230 W153 (1938-39).

Una variante di questo motore, con potenza massima portata a 58 CV, è stata montata sulle versioni roadster della 230 W143.

Nel 1939 il motore M143 è stato affiancato dal motore M153, di cilindrata solo leggermente maggiorata. Dal 1941, poi, quest'ultimo motore avrebbe sostituito definitivamente l'unità M143, che uscì così di produzione.